# Kaitlyn Dobler
Kaitlyn Dobler (15 de febrero de 2002) es una deportista estadounidense que compite en natación, especialista en el estilo braza. Ganó tres medalla de  en el Campeonato Mundial Junior de Natación de 2019, oro en 4 × 100 m estilos, plata en 100 m braza y bronce en 50 m braza.
Estudió Ingeniería Astronáutica en la Universidad del Sur de California.